# Nolwenn Auguste
Pour les articles homonymes, voir Nolwenn et Auguste.
Nolwenn Auguste est une comédienne et chanteuse française née le 20 février 1986.

## Théâtre
- 2013 : Dans Ma Maison De Papier, J'ai Des Poèmes Sur Le Feu (de Philippe Dorin - Compagnie De L'Éclaircie)
- 2012 : Des Jours Sans Pluie De Patrice Marsollier (Les Comédiens Associés)
- 2013 : Le Blues D'Orphée D'Après Tennessee Williams (La Compagnie Des Gens)
- 2010 : Le Bataclan Du Babardakni Occidental Orchestra (spectacle Musical  - La Compagnie Des Gens)
- 2010 : Les Grosses Personnes Ont Les Os Qui Résonnent (auteurs divers - La Compagnie Des Gens)
- 2009 : Ma Terre Chansons Et Poésies (de René Daudan)
- 2006 : Velma Superstar (Compagnie Velma)
- 2005 : Le Cabaret Du Pire (auteurs divers - La Compagnie Des Gens)

## Filmographie
- 2011 : Polaroid Song de Yann Tivrier et Alphonse Giorgi : Flory, la chanteuse du groupe Periodink[2]